# NGC 6886
NGC 6886 је планетарна маглина у сазвежђу Стрелица која се налази на NGC листи објеката дубоког неба.
Деклинација објекта је + 19° 59' 24" а ректасцензија 20h 12m 42,8s. Привидна величина (магнитуда) објекта NGC 6886 износи 11,4 а фотографска магнитуда 12,2. NGC 6886 је још познат и под ознакама PK 60-7.2, CS=15.7.